# Robert Krajnc
Robert Krajnc (1969. január 18. –) szlovén nemzetközi labdarúgó-játékvezető.

## Pályafutása

### Nemzeti játékvezetés
Ellenőreinek, sportvezetőinek javaslatára 2000-ben lett az I. Liga játékvezetője.

### Nemzetközi játékvezetés
A Szlovén labdarúgó-szövetség Játékvezető Bizottsága (JB) terjesztette fel nemzetközi játékvezetőnek, a Nemzetközi Labdarúgó-szövetség (FIFA) 2002-től tartotta nyilván bírói keretében. Több nemzetek közötti válogatott és klubmérkőzést vezetett, vagy működő társának 4. bíróként segített. FIFA JB besorolás szerint 3. kategóriás bíró. A szlovén nemzetközi játékvezetők rangsorában, a világbajnokság-Európa-bajnokság sorrendjében többedmagával az 5. helyet foglalja el 1 találkozó szolgálatával. Az aktív nemzetközi játékvezetéstől 2009. december 31-én  búcsúzott. Válogatott mérkőzéseinek száma: 4.

#### Világbajnokság
A világbajnoki döntőhöz vezető úton Dél-Afrikába a XIX., a 2010-es labdarúgó-világbajnokságra a FIFA JB bíróként alkalmazta. Világbajnokságon vezetett mérkőzéseinek száma:

##### Selejtező mérkőzés
| Időpont         | Helyszín                      | Mérkőzés típusa           | Mérkőzés                 | Eredmény | Nézők száma |
| --------------- | ----------------------------- | ------------------------- | ------------------------ | -------- | ----------- |
| 2009. június 6. | Marcel Saupin Stadion, Nantes | előselejtező (7. csoport) | Fehéroroszország–Andorra | 5 – 1    | 38 000      |

#### Európa-bajnokság
Dánia rendezte a 2002-es U17-es labdarúgó-Európa-bajnokságot, ahol a FIFA JB hivatalnokként vette igénybe szolgálatát.
| Időpont           | Helyszín                             | Mérkőzés típusa              | Mérkőzés              | Eredmény |
| ----------------- | ------------------------------------ | ---------------------------- | --------------------- | -------- |
| 2002. április 27. | Városi Stadion, Gladsaxe             | csoportmérkőzés (A. csoport) | Finnország–Anglia     | 2 – 3    |
| 2002. április 29. | Városi Stadion, Nykøbing             | csoportmérkőzés (C. csoport) | Spanyolország–Moldova | 4 – 2    |
| 2002. május 2.    | Valby Idrætspark Stadion, Koppenhága | csoportmérkőzés (B. csoport) | Ukrajna–Portugália    | 1 – 2    |

## Magyar vonatkozás
| Időpont           | Helyszín                       | Mérkőzés típusa              | Mérkőzés                | Eredmény | Nézők száma |
| ----------------- | ------------------------------ | ---------------------------- | ----------------------- | -------- | ----------- |
| 2007. március 24. | Pod Goricom Stadion, Podgorica | felkészülési (817. mérkőzés) | Montenegró–Magyarország | 2 – 1    | 12 000      |